# Icriodus
Genre
Icriodus est un genre de conodontes de la famille des Gnathodontidae.
Les espèces sont trouvées dans des terrains datant du Silurien au Dévonien.

## Espèces
- †Icriodus amabilis Bultynck & Hollard, 1980
- †Icriodus ballbergensis Lüddecke, Hartenfels & Becker, 2017
- †Icriodus fusiformis
- †Icriodus latericrescens Branson & Mehl, 1938
- †Icriodus marieae Suttner, Kido & Suttner, 2017[1]
- †Icriodus ovalis Bultynck in Aboussalam, Becker & Bultynck, 2015[2]
- †Icriodus praerectirostratus Bultynck in Aboussalam, Becker & Bultynck, 2015[2]
  - Icriodus praealternatus ferus Wang et al, 2016[3]
- †Icriodus plurinodosus Wang et al, 2016[3]
- †Icriodus stenoancylus
  - †Icriodus stenoancylus junggarensis Wang et al, 2016[3]
- †Icriodus woschmidti[4]